# Чирьяково
Чирьяково — деревня в Зарайском районе Московской области, входит в состав муниципального образования Гололобовское сельское поселение. Население — 12 чел. (2010).

## География
Располагается на реке Пилис, в 15 км восточнее Зарайска.

## История
Деревня впервые встречается в документах XVII века, как сельцо прихода Астрамьевской Казанской Церкви.
В 1790 году в деревне находилось 7 дворов и проживало 63 жителя. Согласно ревизии 1858 года, деревня принадлежала Гондаровым, в ней было 12 дворов и жило 54 жителя; в начале XX века — 97 жителей проживавших в 13 дворах.
В 1929 году был организован колхоз «Ударник», в котором работало 50 крестьян из 15 дворов. К 1950 году «Ударник» вошёл в укрупняемый колхоз «Новая жизнь» Клин-Бельдинского сельсовета, затем деревня перешла к совхозу «Маслово».
По состоянию на 1990 год в Чирьяково находилось 14 дворов с 22 жителями: 8 мужчин и 14 женщин.

## Население
| 2002 | 2006 | 2010 |
| ---- | ---- | ---- |
| 8    | ↗12  | →12  |